# Aphaenandra uniflora
Aphaenandra uniflora är en måreväxtart som först beskrevs av Nathaniel Wallich och George Don jr, och fick sitt nu gällande namn av Cornelis Eliza Bertus Bremekamp. Aphaenandra uniflora ingår i släktet Aphaenandra och familjen måreväxter. Inga underarter finns listade i Catalogue of Life.